# Engelbrekt Engelbrektsson

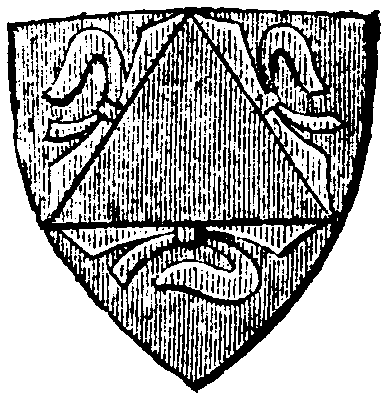
Herb Engelbrekta Engelbrektssona

Engelbrekt Engelbrektsson (ur. ok. 1390, zm. 27 kwietnia lub 4 maja 1436 na wyspie Engelbrektsholm na jeziorze Hjälmar) – szwedzki bohater narodowy i mąż stanu, przywódca powstania chłopskiego w latach 1434–1436, przeciwko rządom Eryka Pomorskiego, króla unii kalmarskiej i urzędników duńskich w Szwecji.

## Życiorys
Engelbrektsson najprawdopodobniej wywodził się z niemieckiego rodu. Był wolnym chłopem, pochodził ze znajdującego się w środkowej części kraju regionu Dalarna.
Engelbrektsson jak wielu innych Szwedów był niezadowolony z nieprawości i wykroczeń popełnianych przez duńskich urzędników oraz wysokich podatków obowiązujących w kraju.
W 1434, przy wsparciu górników i chłopów z jego rodzinnych stron, rozpoczął powstanie, nazwaną później rebelią Engelbrektssona, która z czasem ogarnęła cały kraj.
W 1435 został obwołany dowódcą narodowych sił zbrojnych (Rikshövitsman) przez Parlament Stanowy (Ståndsriksdagen) w Arboga. Z czasem władza Engelbrektssona uległa zmniejszeniu, co było spowodowane konfliktami z arystokracją, która chciała wykorzystać powstanie dla własnych celów.
Zwycięskie walki rebeliantów doprowadziły do ugody z królem i rewizji postanowień unii kalmarskiej, czego skutkiem były m.in. detronizacja Eryka Pomorskiego w 1439 i osiągnięcie suwerenności przez Szwecję.
Engelbrekt Engelbrektsson został zamordowany na przełomie kwietnia i maja 1436 przez szwedzkiego feudała Månsa Bengtssona.